# 山本三吾
山本三吾（やまもと　さんご、1901年11月17日 - 1964年8月31日）は日本の法学者、翻訳家。山本琴子はその妻。

## 人物
新潟県生まれ。早稲田大学政治経済科を出て、同大学の講師を務める。その傍ら、『外交時報』に国際法関係の論文を寄稿。Ｌ・Ｈ・モルガン『古代社会』、マックス・アドラー『マルキシズム国家観』（山本琴名義）、『マル・エン全集』23巻の一部などの翻訳を行った。埼玉県で没する。